# 双山街道 (鞍山市)
双山街道，是中华人民共和国辽宁省鞍山市立山区下辖的一个乡镇级行政单位。

## 行政区划
双山街道下辖以下地区：
双胜社区、双益社区、双鑫社区、双东社区、双卉社区、友谊社区、立桥社区、新兴社区、红钢社区和群乐社区。